# Sony Aliber
Sony Aliber is een gemeente (commune) in de regio Gao in Mali. De gemeente telt 47.600 inwoners (2009).